# Illadopsis albipectus
La tordina pechiescamada (Illadopsis albipectus) es una especie de ave paseriforme de la familia Pellorneidae propia de África.

## Distribución y hábitat
Se la encuentra en Angola, República Centroafricana, República Democrática del Congo, Kenia, Sudán del Sur, Tanzania y Uganda. Su hábitat natural son los bosques bajos húmedos tropicales.